# Lola et Bilidikid
Pour plus de détails, voir Fiche technique et Distribution.
Lola et Bilidikid (Lola + Bilidikid ; Lola und Bilidikid) est un film allemand de Kutluğ Ataman, de 1999.
Le surnom Bilidikid est une version turque de Billy the Kid.

## Synopsis
Le jeune Murat, un Turc de 17 ans, découvre peu à peu son homosexualité.

## Fiche technique
- Titre : Lola et Bilidikid
- Titre original : Lola + Bilidikid
- Réalisation : Kutluğ Ataman
- Scénario : Kutluğ Ataman
- Musique : Arpad Bondy
- Photographie : Chris Squires
- Montage : Ewa J. Lind
- Production : Martin Hagemann
- Société de production : Boje Buck Produktion, Witch et Zero-Film
- Pays :  Allemagne et  Turquie
- Genre : Drame et romance
- Durée : 93 minutes
- Date de sortie : 
  - Allemagne : 11 mars 1999

## Distribution
- Gandi Mukli : Lola
- Baki Davrak : Murat
- Erdal Yildiz : Bilidikid
- Inge Keller : Ute
- Michael Gerber : Friedrich
- Murat Yilmaz : Iskender
- Hasan Ali Mete : Osman

## Récompenses
Meilleur film du Festival du film gay et lesbien de Turin en 1999.